# Fine Art Society
La Fine Art Society est une galerie d'art de Londres et d'Édimbourg.
Fondée en février 1876, située New Bond Street à Londres, elle a fermé ses portes en août 2018. La façade d'entrée a été conçue en 1881 par Edward William Godwin (en).

## Histoire
Le 10 février 1876, un groupe d'hommes partageant les mêmes idées, dirigé par l'éditeur William Longman, l'avocat Marcus Bourne Huish (en) et le député Archibald Stuart-Wortley fonde la Galerie. Elle est d'abord gérée par Ernest Brown (plus tard fondateur de la Leicester Galleries). La succursale d'Édimbourg est dirigée, quant-à elle, par Emily Walsh.
Les présidents sont tous issus de la famille Longman jusqu'à la mort de Mark Longman en 1972. Depuis lors, seuls Lord Macfarlane of Bearsden KT (jusqu'en 1998), Sir Angus Grossart (jusqu'en 2016) et Robin Holland-Martin ont occupé le poste. Sept personnes ont occupé le poste de directeur général au cours des 139 dernières années, la dernière étant Pippa Stockdale.
La Fine Art Society a participé à d'importantes foires d'art internationales au fil des ans, notamment le TEFAF à Maastricht et à Londres, Masterpiece, Frieze Masters et le London Original Print Fair. La société a également pris part aux foires d'art de New York, Miami, Hong Kong, Paris et Dubaï.

## Expositions
La galerie est connue par les diverses expositions individuelles qu'elle a initiées telle la première série de gravures sur Venise de James Abbott McNeill Whistler en décembre 1880 qu'elle avait envoyé à Venise l'année précédente pour lui permettre d'échapper aux problèmes à la suite de son action en diffamation contre John Ruskin. La commande était pour Whistler de se rendre à Venise pendant trois mois pour créer une série de douze gravures. Séduit par la ville, il y reste quatorze mois et réalise une cinquantaine de gravures. Venise a également inspiré Whistler dans la réalisation d'une centaine d'œuvres au pastel, dont 53 ont été exposées en 1881 à Venise même.
Pendant l'absence de Whistler à Venise, la galerie a aussi montré la collection privée d'aquarelles de Joseph Mallord William Turner de son antagoniste John Ruskin et a organisé une souscription pour payer les frais juridiques de Ruskin.
Parmi les autres exposants à la Fine Art Society : Sir John Everett Millais, Eulabee Dix, Pietro Fragiacomo, Thomas Cooper Gotch, William Ayerst Ingram (en), Alfred East, John Singer Sargent, Robert Walker Macbeth, Burne-Jones (en), Frank Brangwyn, Walter Sickert, Walter Crane, George Washington Lambert, Henry Charles Brewer (en), Joseph Southall (en), Leonard Rosoman (en), Emma Sargent, Emily Young, John Byrne, Alexander Stoddart (en) et Geoffrey Clarke, Laura Theresa Alma-Tadema, Chris Levine (en), Annie Kevans (en)...
Une galerie contemporaine a été créée en 2005, dirigée à l'origine par Toby Clarke, puis par Kate Bryan (en) et par Lee Cavaliere.
En octobre 2014, la Fine Art Society a organisé une première exposition sur les cinq étages de la Galerie sur Marcel Duchamp : « Ce que Marcel Duchamp m'a appris ». L'exposition a présenté des œuvres d'art de 50 artistes mondiaux contemporains, dont Sir Peter Blake, Cornelia Parker, Gavin Turk, Chris Levine, Christian Sfez, Conrad Shawcross (en), Keith Tyson, Michael Craig-Martin, Jonathan Yeo, Joseph Kosuth, Idris Khan (en), Annie Kevans...